# 第5レンジャー大隊 (アメリカ軍)
第5レンジャー大隊（英: 5th Ranger Battalion）は、かつてアメリカ陸軍が有した歩兵大隊である。

## 概要
1943年4月1日にテネシー州キャンプ・フォレストで創設され、同年9月1日に任務に就く。本国での訓練時、部隊はオーウェン・カーター少佐が指揮し、イギリスに移動してからは第4レンジャー大隊の前の副官マックス・シュナイダー少佐が指揮した。シュナイダー少佐はジェームズ・ラダー大佐が率いるレンジャー攻撃部隊指揮下の第5レンジャー部隊を指揮した。
ノルマンディー上陸作戦時、大隊はオマハ・ビーチに第2レンジャー大隊のA、B、C中隊と共に上陸した。オマハ・ビーチには第29歩兵師団第116連隊の兵士達が、崖の上のドイツ軍による機関銃、迫撃砲での攻撃で釘付けにされていた。状況は芳しくなく、オマー・ブラッドレー将軍は他の上陸地点の増援部隊を転送することを真剣に考慮していた。また、後に第75レンジャー連隊のモットーとなった「レンジャーが道を拓く！」（Rangers, Lead The Way!）という有名な命令をノーマン・コータ将軍が下したのはそのときであった。
第5レンジャー大隊は護岸堤と鉄条網を横切り、第2レンジャー大隊A中隊、B中隊、第116歩兵連隊の一部と共に爆破筒を用いて敵の機銃および迫撃砲を沈黙させ、重要目標であるヴィエルヴィルに向けて4マイル前進し、上陸拠点を拡張した。一方、第2大隊C中隊は荒波の中ヴィエルヴィルの西方に上陸し、その半数を失っていたが、彼らの前には27mの崖がそびえ、海岸を掃射する敵を倒すためにロープと銃剣を用いてその崖を登らなければならなかった。
第5大隊および第116歩兵連隊の一部は最後に包囲された第2大隊と合流した。第5大隊A中隊のチャールズ・パーカー中尉はD-デイ当日に敵後方深くに潜入し、第2大隊と20名の捕虜に合流した。その後、部隊は第2大隊と共にブレストの戦いで有名になった。リチャード・サリヴァン中佐の指揮下、第5大隊はバルジの戦い、ヒュルトゲンの森の戦いを始めとする中央ヨーロッパの各地で奮戦し、2個の殊勲部隊章およびフランス戦功十字章を受章した。
部隊は1945年10月22日にマサチューセッツ州のキャンプ・マイル・スタンディシュで解隊された。